# Liste des communes françaises de l'Allier ayant changé de nom au cours de la Révolution
Cet article présente la liste des communes françaises de l'Allier ayant changé de nom au cours de la Révolution.

## Allier
Les noms des communes qui ont conservé leur nom révolutionnaire sont surlignés en bleu ciel.
| Commune                                                                                                | Nom révolutionnaire | Notice Ehess-Cassini |
| --- | ------------------- | -------------------- |
| Ainay-le-Château                                                                                       | Ainay-sur-Sologne   | no 276               |
| Bessais-le-Monial (fusionnée avec la commune de Saint-Aubin pour former Saint-Aubin-le-Monial en 1804) | Bessay le Libre     | —                    |
| Bourbon-l'Archambault                                                                                  | Burges-les-Bains    | no 5222              |
| Chantelle-le-Château                                                                                   | Chantelle           | no 8090              |
| Château-sur-Allier                                                                                     | Montbel             | no 8623              |
| Château-sur-Allier                                                                                     | Montbel-sur-Allier  | no 8623              |
| Châtel-de-Neuvre                                                                                       | Montagne-sur-Allier | no 8746              |
| Châtel-Montagne                                                                                        | Mont-sur-Besbre     | no 8767              |
| Chevagnes                                                                                              | Chevagnes-l'Acolin  | no 9254              |
| Dompierre-sur-Besbre                                                                                   | Source-Libre        | no 12011             |
| Donjon (Le)                                                                                            | Val-Libre           | no 12054             |
| Lavault-Sainte-Anne (ou La Vau-Sainte-Anne)                                                            | La Vau-sur-Cher     | no 18996             |
| Louroux-Bourbonnais                                                                                    | Louroux-sur-Courget | no 20157             |
| Lurcy-Lévis                                                                                            | Lurcy-le-Sauvage    | no 20374             |
| Montet-aux-Moines (Le)                                                                                 | Le Montet           | —                    |
| Neuilly-le-Réal                                                                                        | Neuilly-sur-Sanne   | no 24789             |
| Saint-Aubin (devenue Saint-Aubin-le-Monial)                                                            | Le Marcat           | no 30513             |
| Saint-Benin (réunie à Ainay-le-Château)                                                                | Charnoux            | no 30676             |
| Saint-Bonnet-de-Bellenaves (réunie à Tizon et Bellenaves)                                              | Mont-sur-Bellenave  | no 4846              |
| Saint-Bonnet-de-Four                                                                                   | Bonnet-Libre        | no 30815             |
| Saint-Bonnet-de-Rochefort                                                                              | Roche-Libre         | no 30753             |
| Saint-Bonnet-et-Saint-Jean (réunie à Yzeure)                                                           | Mont-Grillet        | no 60173             |
| Saint-Bonnet-le-Désert (devenue Saint-Bonnet-Tronçais)                                                 | Bonnet-sur-Sologne  | no 30762             |
| Saint-Bonnet-le-Désert (devenue Saint-Bonnet-Tronçais)                                                 | Le Désert           | no 30762             |
| Saint-Caprais                                                                                          | Thémistocle         | no 30751             |
| Saint-Clément                                                                                          | Montagne            | no 30994             |
| Saint-Didier-en-Donjon                                                                                 | Bois-Didier         | no 4645              |
| Saint-Didier-la-Forêt                                                                                  | Marcenat-les-Bois   | no 31190             |
| Saint-Ennemond                                                                                         | Labron              | no 34800             |
| Saint-Genest                                                                                           | Mont-Genest         | no 31859             |
| Saint-Gérand-de-Vaux                                                                                   | Mont-Libre          | no 31989             |
| Saint-Gérand-le-Puy                                                                                    | Puy-Redan           | no 31990             |
| Saint-Germain-de-Salles                                                                                | Bel-Air             | no 31998             |
| Saint-Germain-des-Fossés                                                                               | Puy-Mourgon         | no 32030             |
| Saint-Hilaire                                                                                          | Le Morgon           | no 32267             |
| Saint-Léger-des-Bruyères (devenue Saint-Léger-sur-Vouzance)                                            | Les Bruyères        | no 32936             |
| Saint-Léon                                                                                             | Puy-la-Montagne     | no 32958             |
| Saint-Léopardin (réunie à Saint-Léopardin-d'Augy)                                                      | Vivier              | no 1792              |
| Saint-Loup                                                                                             | Les Brosses         | no 33018             |
| Saint-Marcel-en-Murat                                                                                  | Venant              | no 33128             |
| Saint-Martin-des-Lais                                                                                  | Les Lais-sur-Loire  | no 33375             |
| Saint-Menoux                                                                                           | Maillé-sur-Rose     | no 33652             |
| Saint-Plaisir                                                                                          | La Bieudre          | no 34246             |
| Saint-Pont                                                                                             | Mont-sur-Chalon     | no 34267             |
| Saint-Pourçain-la-Matelière (réunie à Lusigny)                                                         | Dorvalet            | no 34275             |
| Saint-Pourçain-sur-Sioule                                                                              | Mont-sur-Sioule     | no 34274             |
| Saint-Pourçain-sur-Besbre                                                                              | Besbre-la-Montagne  | no 34276             |
| Saint-Rémy-en-Rollat                                                                                   | Servagnon           | no 34394             |
| Saint-Voir                                                                                             | Voir                | no 35016             |
| Sainte-Thérence                                                                                        | Neuville            | —                    |
| Toulon (devenue Toulon-sur-Allier)                                                                     | Mont-la-Loi         | no 37813             |
| Valigny-le-Monial                                                                                      | Valigny             | —                    |